# Cedric the Entertainer
Cedric Kyles, dit Cedric the Entertainer, est un acteur et humoriste américain, né le 24 avril 1964 à Jefferson City (Missouri).
Il est l'une des stars du documentaire réalisé par Spike Lee, The Original Kings of Comedy. Il a été la vedette de Barbershop, film réalisé par Tim Story, qui a été classé à la première place du box-office lors de l'été 2002.
Son émission de télévision mêlant sketches et variétés, Cedric The Entertainer Presents..., a été citée au People's Choice Award de la meilleure nouvelle série comique et a obtenu le AFTRA Award of Excellence in Television Programming.

Cedric a obtenu quatre fois de suite le NAACP Image Award du meilleur second rôle dans une série comique pour la sitcom The Steve Harvey Show. En 1994, il a reçu le Richard Pryor Award du comique de l'année décerné par Black Entertainment Television.
De 1997 à 2000, il s’est produit en tournée dans le King of Comedy Tour aux côtés de Steve Harvey, D.L. Hughley, et Bernie Mac. Le film de Spike Lee a été tiré de cette tournée.
Il a joué également dans Ride de Millicent Shelton, Big Mamma de Raja Gosnell, Kingdom Come de Doug McHenry, et Serving Sara de Reginald Hudlin. Il a prêté sa voix à l'ours du zoo de Docteur Dolittle 2 de Steve Carr, Carl le rhinocéros dans le film d'animation L'Âge de glace et à Maurice le aye-aye dans la saga de Madagascar.
Le 21 septembre 2009, il incarne le Guest Host de l'émission de catch américaine Raw.

## Filmographie
- 2000 : Big Mamma (Big Momma's House) de Raja Gosnell : le révérend
- 2001-2005 : Cool Attitude (The Proud Family) (série TV) : Bobby Proud
- 2001 : Docteur Dolittle 2 (Doctor Dolittle 2) de Steve Carr : un ours du zoo (voix)
- 2001 : Kingdom Come de Doug McHenry : le révérend Beverly H. Hooker
- 2002 : Au service de Sara (Serving Sara) de Reginald Hudlin : Ray Harris
- 2002 : Barbershop de Tim Story : Eddie
- 2002 : L'Âge de glace (Ice Age) de Chris Wedge et Carlos Saldanha : Carl (voix)
- 2003 : Intolérable Cruauté (Intolerable Cruelty) de Joel et Ethan Coen : Gus Petch
- 2004 : Barbershop 2 (Barbershop 2: Back in Business) de Kevin Rodney Sullivan : Eddie
- 2004 : Les Vacances de la famille Johnson (Johnson Family Vacation) de Christopher Erskin : Nate Johnson / oncle Earl
- 2004 : Les Désastreuses Aventures des orphelins Baudelaire (Lemony Snicket's A Series of Unfortunate Events) de Brad Silberling : Constable
- 2005 : Be Cool de F. Gary Gray : Sin LaSalle
- 2005 : Garde rapprochée (Man of the House) de Stephen Herek : Percy Stevens
- 2005 : Madagascar d'Eric Darnell et Tom McGrath : Maurice (voix)
- 2005 : Pour le meilleur et pour le pire (The Honeymooners) de John Schultz : Ralph Kramden
- 2006 : Le Petit Monde de Charlotte (Charlotte's Web) de Gary Winick : Golly, l'oie (voix)
- 2006 : Nom de Code : Le Nettoyeur (Code Name: The Cleaner) de Les Mayfield : Jake Rodgers
- 2007 : Talk to Me de Kasi Lemmons : « Nighthawk » Bob Terry
- 2008 : Au bout de la nuit (Street Kings) de David Ayer : Winston « Scribble »
- 2008 : Le Retour de Roscoe Jenkins (Welcome Home, Roscoe Jenkins) de Malcolm D. Lee : Clyde
- 2008 : Madagascar 2 : La Grande Évasion (Madagascar: Escape 2 Africa) d'Eric Darnell et Tom McGrath : Maurice (voix)
- 2008 : Cadillac Records de Darnell Martin : Willie Dixon
- 2009 : Joyeux Noël Madagascar (Merry Madagascar) (TV) de David Soren : Maurice (voix)
- 2011 : Il n'est jamais trop tard (Larry Crowne) de Tom Hanks : Lamar
- 2012 : Madagascar 3 d'Eric Darnell et Tom McGrath : Maurice (voix)
- 2012 : Two Broke Girls : Darius
- 2013 : Ghost Bastards (Putain de fantôme) (A Haunted House) de Michael Tiddes : le père Williams
- 2014 : Ghost Bastards 2 (Putain de fantôme 2) (A Haunted House 2) de Michael Tiddes : le père Williams
- 2014 : Top Five de Chris Rock : Jazzy Dee
- 2015 : Joker (Wild Card) de Simon West : Pinchus
- 2016 : Barbershop 3 de Malcolm D. Lee : Eddie
- 2016 : Another Period : Scott Joplin (2 épisodes)
- 2017 : Sur le chemin de la rédemption (First Reformed) de Paul Schrader : le révérend Joel Jeffers
- Depuis 2018 : The Neighborhood : Calvin Butler
- 2020 : Un fils du sud
- 2022 : Cool Attitude, encore plus cool : Bobby Proud (voix originale)
- 2024 : Unfrosted : L'épopée de la Pop-Tart (Unfrosted) de Jerry Seinfeld : Stu Smiley

## Voix françaises
En France, Saïd Amadis est la voix la plus régulière de Cédric the Entertainer.
En France
| - Saïd Amadis dans : - Big Mamma - Barbershop - Barbershop 2 - Be Cool - Il n'est jamais trop tard - Ghost Bastards (Putain de fantôme) - Barbershop: The Next Cut - Sur le chemin de la rédemption - Marc Alfos, (*1956 - 2012) dans : - Madagascar (voix) - Madagascar 2 : La Grande Évasion (téléfilm, voix) - Joyeux Noël Madagascar (voix) - Madagascar 3 (voix) - Guillaume Orsat dans : - Pour le meilleur et pour le pire - Le Petit Monde de Charlotte (voix) - Le Retour de Roscoe Jenkins - Marc Bretonnière dans : - The Steve Harvey Show (série télévisée) - Au service de Sara - Cedric the Entertainer Presents (série télévisée) | - Paul Borne dans : - Garde rapprochée - The Boyfriend : Pourquoi lui ? - Madagascar à la folie (court-métrage, voix) - Pascal Renwick, (*1954 - 2006) dans : - Intolérable Cruauté - L'Âge de glace (voix) - Frantz Confiac dans : - Au bout de la nuit - Un fils du Sud Et aussi - Christophe Peyroux dans Cool Attitude (série télévisée - voix) - Patrick Messe dans Les Vacances de la famille Johnson - Jean-Michel Martial (*1952 - 2019) dans Les Désastreuses Aventures des orphelins Baudelaire - Éric Aubrahn dans Nom de Code : Le Nettoyeur - Luc Boulad dans Hot in Cleveland (série télévisée) - Frédéric Souterelle dans Top Five - Lionel Henry dans Master of None (série télévisée) - Nicolas Matthys dans Voisins mais pas trop (série télévisée) - Thierry Desroses dans Unfrosted : L'Épopée de la Pop-Tart |